# Зеленовка (Казахстан)
Зелено́вка (каз. Зеленов) — село у складі Карасуського району Костанайської області Казахстану. Входить до складу Черняєвського сільського округу.
Населення — 123 особи (2021; 194 у 2009, 196 у 1999, 273 у 1989).